# سيرجيو فلوكاري
سيرجيو فلوكاري (مواليد 12 نوفمبر 1981 في فيبو فالينتيا - إيطاليا) (بالإيطالية: Sergio Floccari)‏ لاعب كرة قدم إيطالي عرف مع نادي الدرجة الأولى لاتسيو الإيطالي منذ 2010 في مركز المهاجم يلعب حالياً مع نادي الدرجة الأولى سبال . .

## روابط خارجية
- سيرجيو فلوكاري على موقع الاتحاد الأوربي (الإنجليزية)
- سيرجيو فلوكاري على موقع إي إس بي إن إف سي (الإنجليزية)
- سيرجيو فلوكاري على موقع قاعدة بيانات كرة القدم.إي يو (الإنجليزية)
- سيرجيو فلوكاري على موقع Soccerbase.com (لاعب) (الإنجليزية)
- سيرجيو فلوكاري على موقع Soccerway.com (الإنجليزية)
- سيرجيو فلوكاري على موقع عالم كرة القدم.نت (الإنجليزية)
- سيرجيو فلوكاري على موقع كووورة
- سيرجيو فلوكاري على موقع AS.com (الإسبانية)